# المغرس (الحديدة)

تعديل مصدري - تعديل

المغرس هي إحدى قرى الجمهورية اليمنية. تتبع جغرافيا لمحافظة الحديدة و إداريًا لمديرية التحيتا التابعة لمحافظة الحديدة اليمنية، بلغ تعداد سكانها 5546 نسمة حسب الإحصاء الذي أجري عام 2004.